# Crisidia delicatissima
Crisidia delicatissima är en mossdjursart som beskrevs av Moyano 2000. Crisidia delicatissima ingår i släktet Crisidia och familjen Crisiidae. Inga underarter finns listade i Catalogue of Life.